# 波洛妮娅

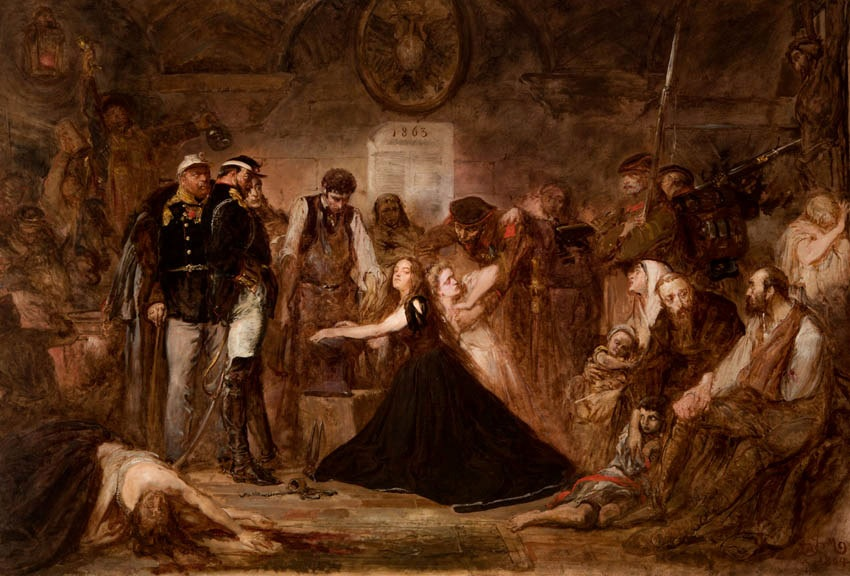
扬·马泰伊科的画作《1863年——流放》，其中位于画面中间的女性形象即为波洛妮娅。

波洛妮娅（波蘭語：Polonia），是波兰的拟人化形象。该词源于拉丁语中对波兰的称呼。
19世纪以来，随着波兰的被瓜分以及民族主义的兴起，与波洛妮娅相关的文艺创作日渐增多，其中较有代表性的有扬·马泰伊科、阿图尔·格罗特格、雅切克·马尔切夫斯基等人的画作。